# Orde van het Imperium

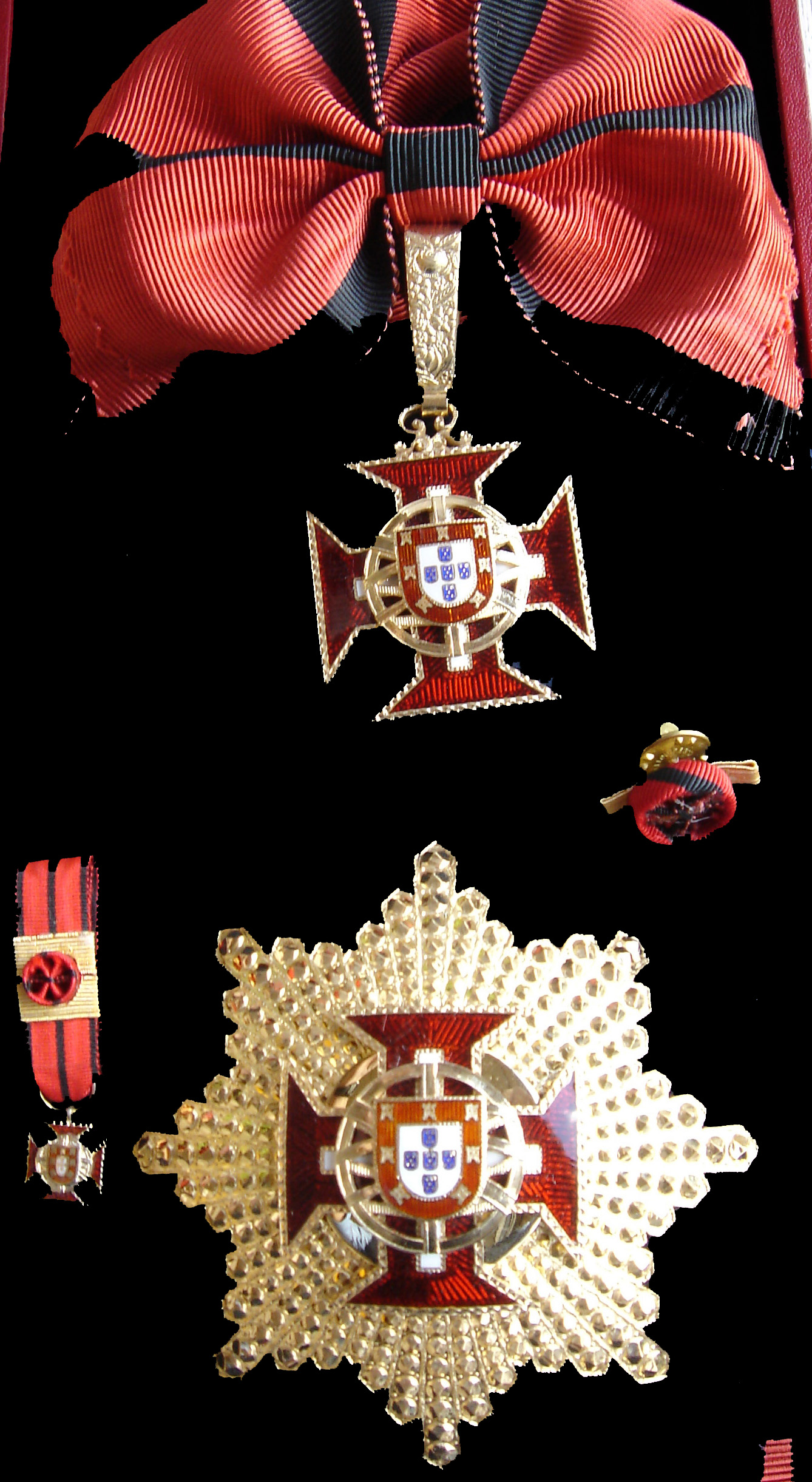
Grootkruis

De Orde van het Imperium, (Portugees:"Ordem do Imperio") is een Portugese Koloniale ridderorde. Deze Ridderorde werd op 13 april 1932 ingesteld als beloning voor Portugezen en vreemdelingen die zich in de Portugese Koloniën in Afrika en Azië onderscheiden in hun bijdragen aan het bestuur. Ook personen met militaire, diplomatieke, culturele en economische verdiensten kwamen voor verlening in aanmerking.
De Orde werd ook binnen de Portugese koopvaardij en burgerluchtvaart toegekend.Protocollair is de Orde vrij belangrijk; zij gaat voor de Orde van de Infant Dom Henrique en de Commandeurs en hogere graden ontvangen, wanneer zij de Orde dragen, een militair saluut.

## De graden van de Orde
De Orde heeft vijf graden.De onderscheidingen zijn van hoog naar laag:
- Grootkruis: Het grote ordeteken aan een grootlint over de rechterschouder en een gouden ster op de linkerborst.
- Grootofficier: Een iets kleiner ordeteken aan een lint om de hals en een gouden ster op de linkerborst.
- Commandeur: Het ordeteken aan een lint om de hals en een zilveren ster op de linkerborst.
- Officier: Het ordeteken aan een lint met rozet op de linkerborst.
- Ridder: Het ordeteken aan een lint op de linkerborst.

## De versierselen van de Orde
Het kleinood of ordeteken is een gouden of zilveren Grieks kruis met daarop het Portugese wapen.De keerzijde is onbewerkt en glad.Alle graden dragen, zoals in Portugal gebruikelijk, een kleine keten van de Orde.
Het lint is rood met drie zwarte strepen.

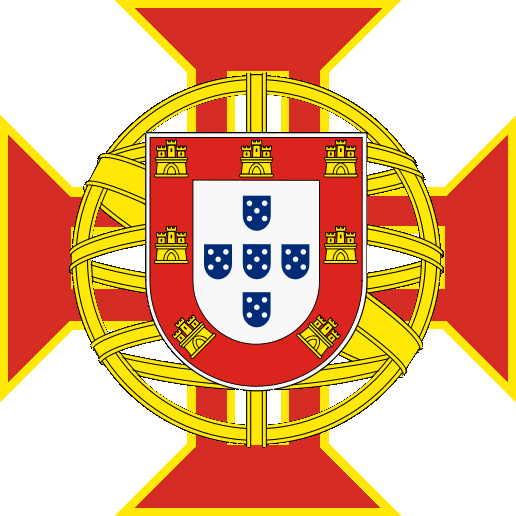